# Теория управления страхом смерти
Теория управления страхом смерти (англ. terror management theory, TMT) — научная теория из области социальной психологии, предполагающая существование в человеке базового психологического конфликта, вытекающего из желания жить и осознания при этом, что смерть неизбежна. Этот конфликт, уникальный для homo sapiens, порождает в человеке экзистенциальный страх, и, согласно теории, именно этому страху человечество обязано появлением культуры и религии.
Религия, основанная на вере в загробную жизнь, согласно данной теории, служит для управления страхом путём игнорирования и отрицания смерти. Культура, системы символов, с другой стороны помогают управлять страхом, наполняя жизнь смыслами и ценностями, а также помогают символически преодолеть смерть, создавая иллюзию продолжения жизни (например, в своём потомстве, в своём творческом, научном, гражданском наследии, в существовании своей организации, страны, нации, расы, и других групп, с которыми человек себя культурно идентифицировал при жизни).
Важным понятием теории управления страхом смерти также является понятие самоуважения (англ. self-esteem). Теория утверждает, что на индивидуальном уровне страху смерти помогает противостоять именно самоуважение, складывающееся из ощущения правильности своего мировосприятия и правильности своих ценностей. Степень самоуважения также является субъективной мерой того, насколько хорошо человек, по его мнению, соответствует своим культурным ценностям. А причиной ксенофобии и фанатизма является желание утвердить свои ценности.
Теория была предложена Джеффом Гринбергом, Шелдоном Соломоном и Томом Пищински в 1986 году, хотя она во многом основана на книге антрополога Эрнеста Беккера «Отрицание смерти» 1973 года, получившей Пулитцеровскую премию в номинации «Публицистика» в 1974 году. В книге Беккер высказывает предположение, что почти вся человеческая деятельность направлена на избавление от страха и тревоги, часто неосознанных, вызванных пониманием неизбежности своей смерти.

Страх перед неизбежной смертью — главная движущая сила для отдельного человека, так и для всего человеческого общества, такова основная мысль Беккера. Чтобы перестать думать о смерти, создаются так называемые «проекты бессмертия» (личные и социальные). 
«Способы [достижения бессмертия] могут быть разными, — пишет Беккер, — через шедевры искусства или завоевание новых земель, великое богатство или просто большую и любящую семью с изобилием внуков и правнуков. Но всякий жизненный смысл формируется подспудным желанием не умирать».